# Świętokrzyskie
Świętokrzyskie là một trong 16 tỉnh của Ba Lan. Nó nằm ở phía đông nam Ba Lan, trước đây thuộc tỉnh Małopolska và được lấy tên từ dãy núi Świętokrzyskie. Kielce là thủ phủ và thành phố lớn nhất của tỉnh Świętokrzyskie.
Tỉnh Świętokrzyskie giáp với sáu tỉnh khác: phía bắc giáp với tỉnh Mazowsze, phía đông giáp với tỉnh Lublin, phía đông nam giáp với tỉnh Podkarpacie, phía nam giáp với tỉnh Małopolska, phía tây nam giáp với tỉnh Śląsk và giáp với tỉnh Łódź ở phía tây bắc.
Tỉnh này được thành lập vào ngày 1 tháng 1 năm 1999, tách từ tỉnh Kielce trước đây, một phần phía đông của tỉnh Częstochowa và một phần phía tây của tỉnh Tarnobrzeg (theo diện tích cải cách của chính quyền địa phương Ba Lan được thông qua vào năm 1998). Tổng diện tích của tỉnh Świętokrzyskie là 11.672 km², đây cũng là tỉnh có diện tích nhỏ thứ hai trong số các tỉnh của Ba Lan (sau Opole). Tính đến ngày 30 tháng 6 năm 2014, dân số của tỉnh Świętokrzyskie là 1.263.176 người với mật độ 110 người/km².

## Các thành phố và thị trấn

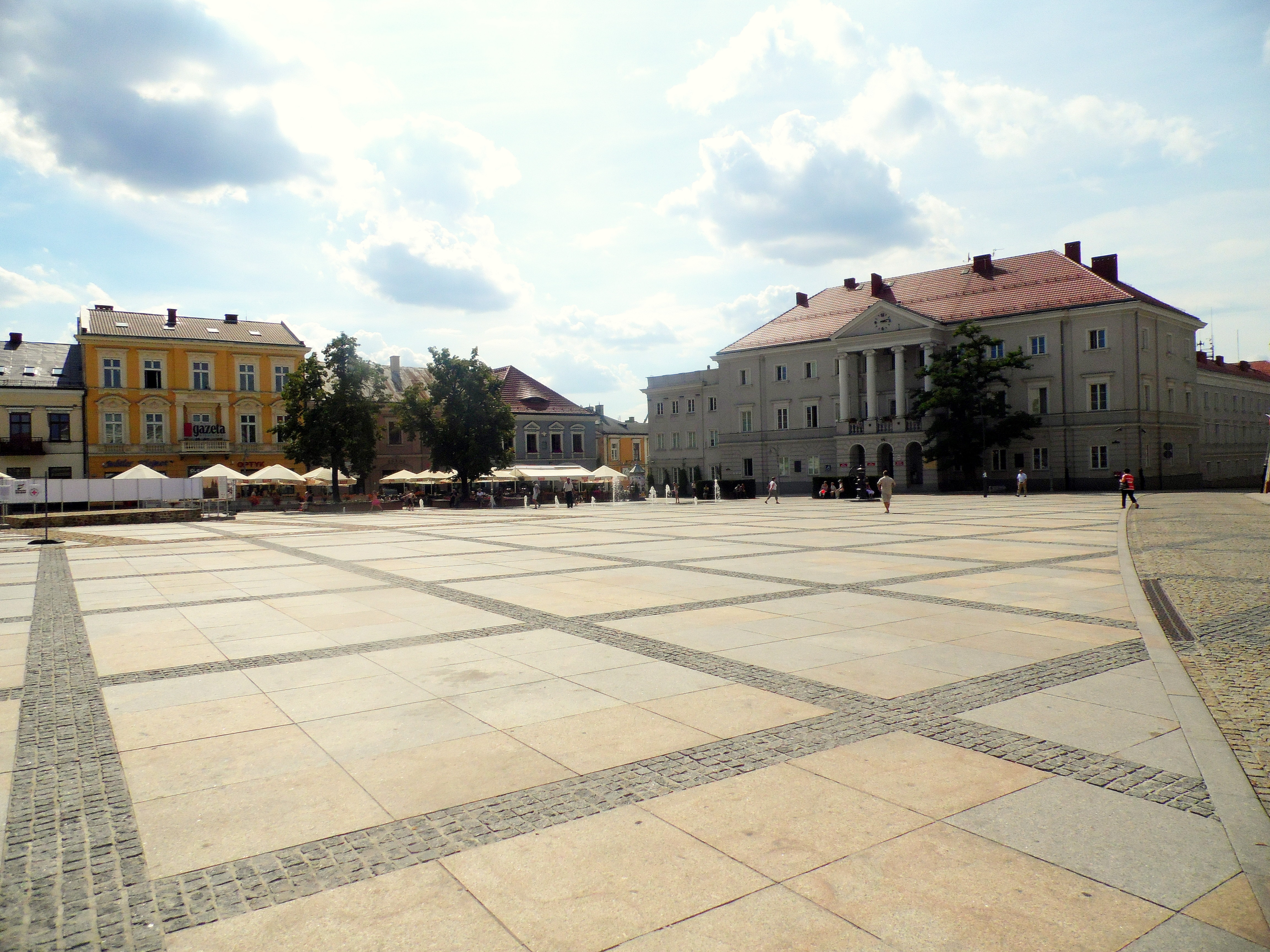
Kielce là thủ đô của tỉnh

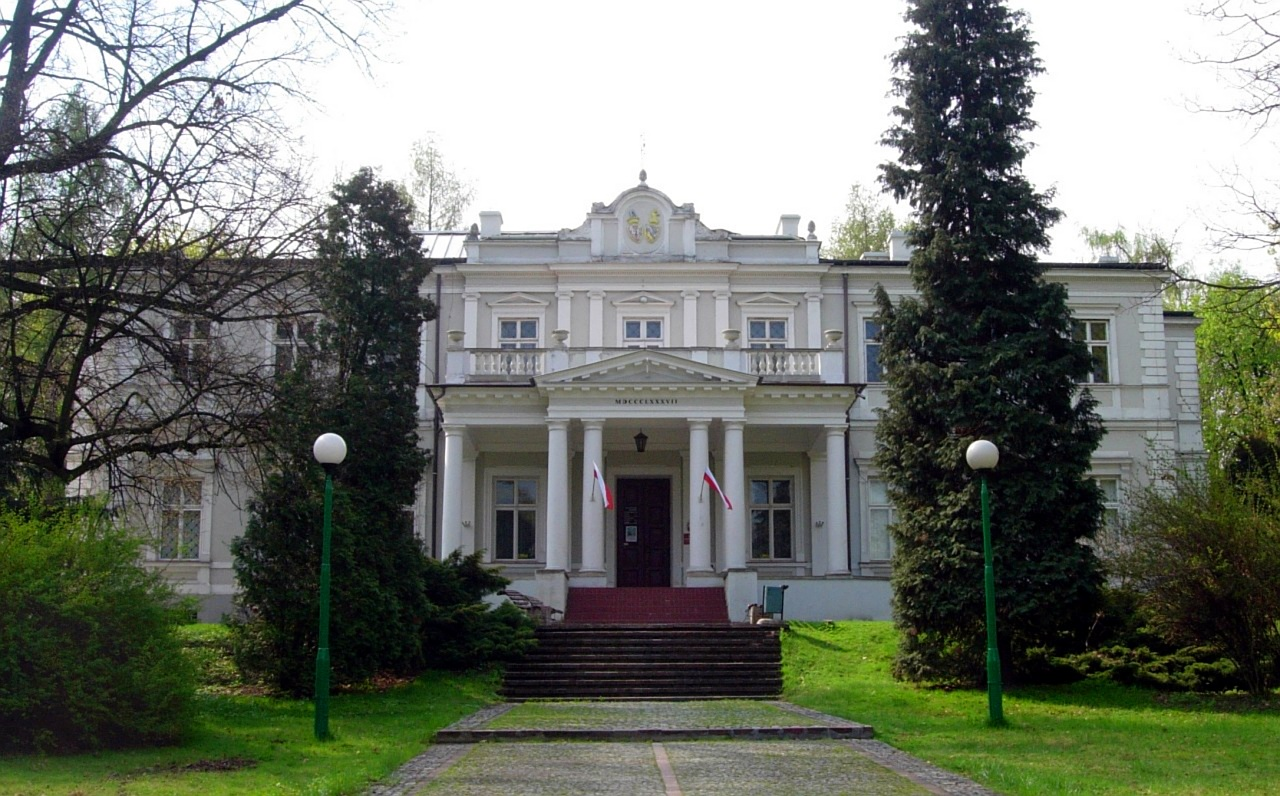
Ostrowiec więtokrzyski là thành phố đông dân thứ hai

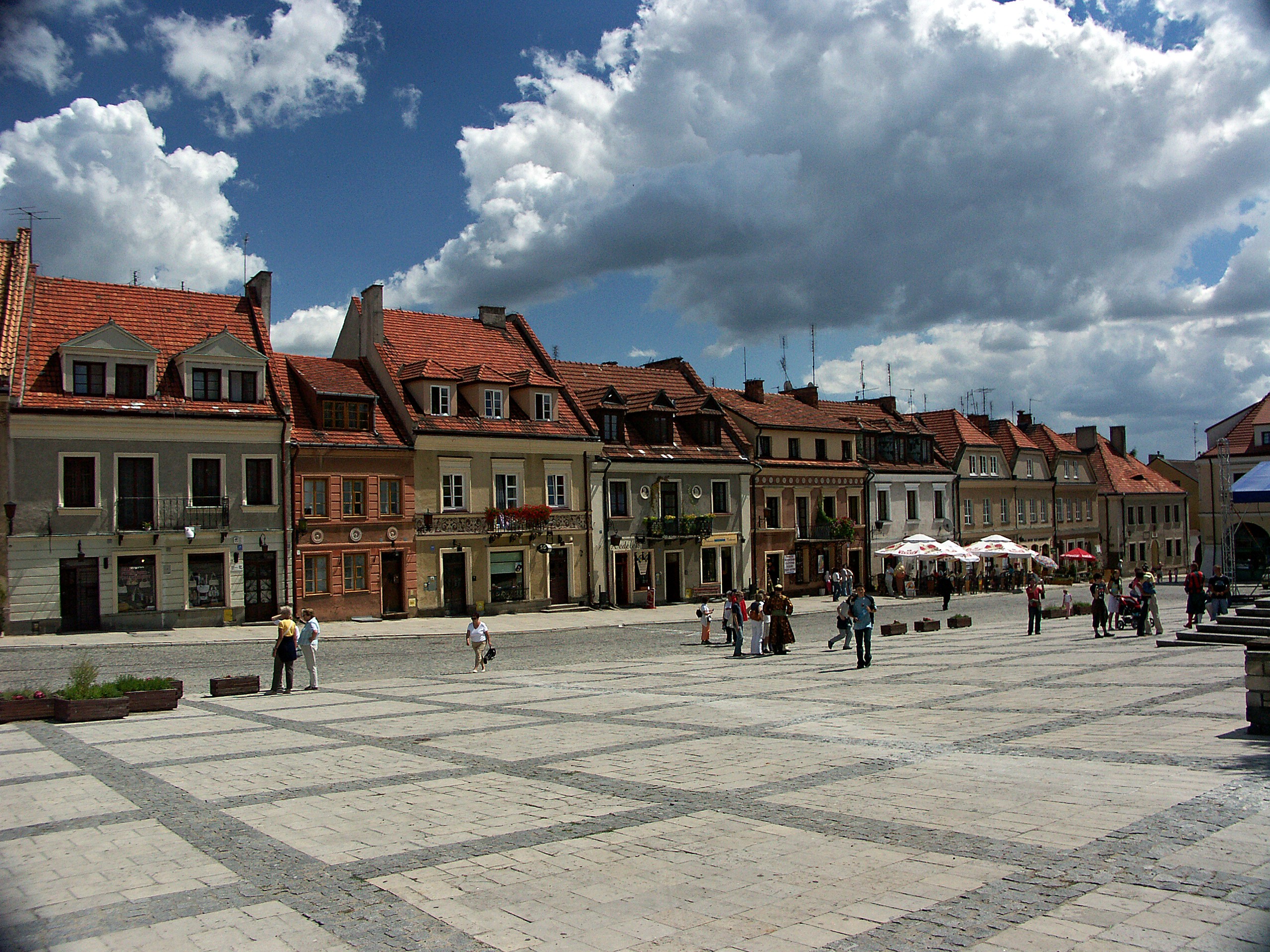
Sandomierz là một trong những điểm du lịch chính ở tỉnh Więtokrzyskie

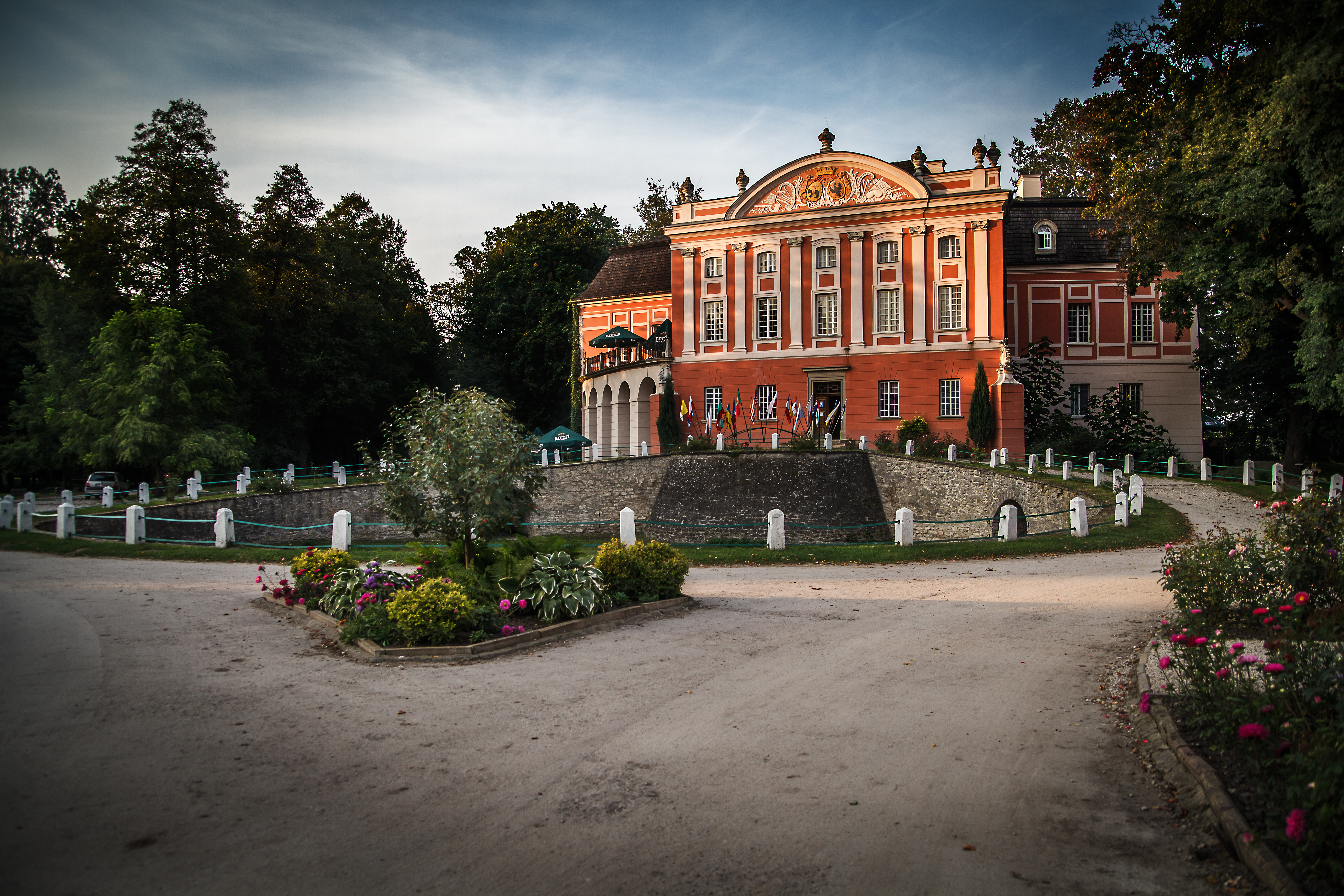
Cung điện Kurozwęki

Tỉnh Świętokrzyskie bao gồm 32 thành phố và thị trấn. Chúng được liệt kê dưới đây theo thứ tự dân số giảm dần (theo số liệu chính thức năm 2006 [3]): 
1. Kielce (207,718)
2. Ostrowiec Świętokrzyski (73,937)
3. Starachowice (53,092)
4. Skarżysko-Kamienna (49,131)
5. Sandomierz (25,088)
6. Końskie (20,667)
7. Busko-Zdrój (17,297)
8. Jędrzejów (16,577)
9. Staszów (15,499)
10. Pińczów (11,886)
11. Włoszczowa (10,782)
12. Suchedniów (8,911)
13. Połaniec (8,316)
14. Opatów (6,846)
15. Sędziszów (6,813)
16. Stąporków (5,986)
17. Kazimierza Wielka (5,730)
18. Ożarów (4,816)
19. Chęciny (4,252)
20. Chmielnik (4,005)
21. Małogoszcz (3,943)
22. Radoszyce (3,267)
23. Ćmielów (3,172)
24. Kunów (3,127)
25. Daleszyce (2,800)
26. Wąchock (2,760)
27. Koprzywnica (2,531)
28. Bodzentyn (2,241)
29. Osiek (1,955)
30. Zawichost (1,853)
31. Stopnica (1,545)
32. Skalbmierz (1,323)
33. Działoszyce (1,068)
34. Wiślica (503)
35. Opatowiec (338)

## Khu vực hành chính
Tỉnh Świętokrzyskie được chia thành 14 huyện: 1 huyện thành phố và 13 huyện nông thôn. Chúng được chia thành 102 xã.
Các hạt được liệt kê trong bảng sau (theo thứ tự dân số giảm dần): 
| Końskie |

| Opatów |

## Khu bảo tồn

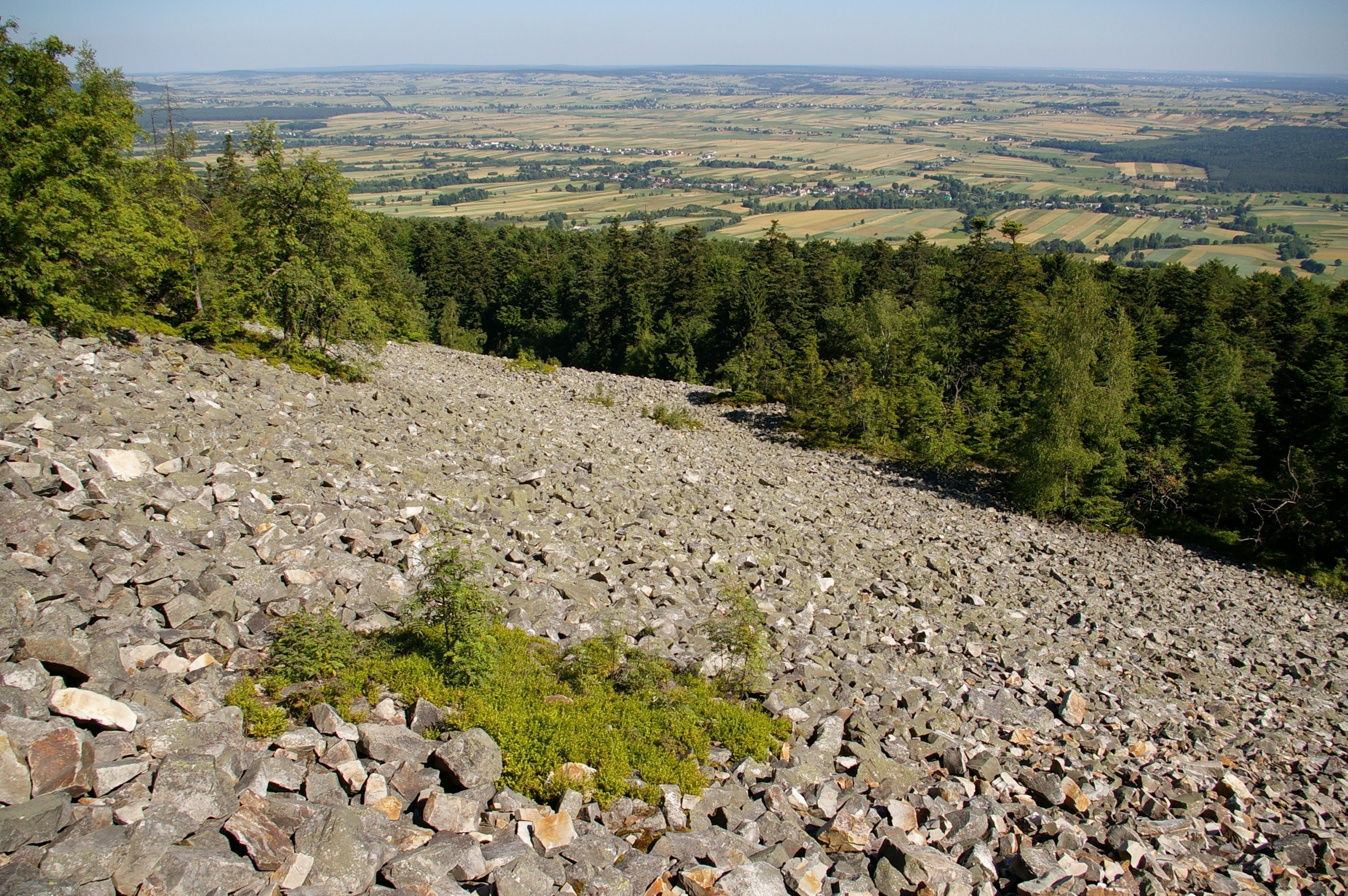
Vườn quốc gia Świętokrzyski

Các khu vực được bảo tồn của tỉnh Świętokrzyskie bao gồm một Công viên Quốc gia và chín Công viên Cảnh quan. Chúng được liệt kê dưới đây.
- Vườn quốc gia Świętokrzyski
- Công viên cảnh quan Chęciny-Kielce
- Công viên cảnh quan Cisów-Orłowiny
- Công viên cảnh quan Jeleniowska
- Công viên cảnh quan Kozubów
- Công viên cảnh quan Nida
- Công viên cảnh quan Przingbórz (một phần trong tỉnhŁódź)
- Công viên cảnh quan Sieradowice
- Công viên cảnh quan suchedniów-Oblęgorek
- Công viên cảnh quan Szaniec